# Michel van Esbroeck
Michel van Esbroeck (ur. 17 czerwca 1934 w Malines, zm. 21 listopada 2003 w Louvain-la-Neuve w Belgii) – belgijski naukowiec i jezuita, orientalista z dziedziny chrześcijaństwa, bizantynolog, bollandysta, jeden z płodniejszych badaczy XX wieku (obok François Naua i Antona Baumstarka).
Wstąpił do jezuitów w 1953, święcenia kapłańskie otrzymał w 1970.

## Działalność naukowa
Od 1962 pracował w brukselskim centrum badań hagiograficznych Museum Bollandianum, studiując jednocześnie języki ormiański, gruziński, koptyjski i gyyz na Katolickim Uniwersytecie w Louvain i Uniwersytecie Świętego Józefa w Bejrucie. W 1975, pod kierunkiem Gérarda Garitte’a, obronił doktorat „Starodawne homiliarze gruzińskie” (fr. Les plus anciens homéliaires géorgiens. Étude descriptive et historique). Pracował nad źródłami w wielu krajach, między innymi w ZSRR. Wykładał w Rzymie i Paryżu. W latach 1987–1999 kierował katedrą filologii wschodniochrześcijańskiej na Uniwersytecie Ludwika i Maksymiliana w Monachium.

## Publikacje
Bibliografia jego publikacji zawiera artykuły z czasopism oraz inne opracowania, jak również trzy ważne prace (wydane w 1975, 1982 i 1995), bez uwzględnienia artykułów encyklopedycznych.
1. “Chronique arménienne”, Analecta Bollandiana, 80 (1962), s. 441–457. Église Arménienne
2. “Saint Epimaque de Péluse, I. Un parallèle arabe à la passion prémétaphrastique BHG3 593”, Analecta Bollandiana, 84 (1966), s. 399–342. Épimaque de Péluse
3. “Saint Epimaque de Péluse, II. La translation arabe”, Analecta Bollandiana, 85 (1967), s. 441–457. Épimaque de Péluse
4. “Un recueil prémétaphrastique arabe du XIe”, Analecta Bollandiana, 85 (1967), s. 143–164. Églises arabophones
5. “Une liste d’apôtres dans le codex géorgien 42 d’Iviron”, Analecta Bollandiana, 86 (1968), s. 139–150. Apôtres
6. “La lettre de l’empereur Justinien sur l’Annonciation et la Noël”, Analecta Bollandiana, 86 (1968), s. 352–371; 87 (1969), s. 442–444. Justinien I / Annonciation / Noël
7. “Salomon de Mak’enoc’ vardapet du VIIIe s.”, w: Pater Mesrob DJANASCHIAN [= GIANASHIAN] (éd.), Armeniaca: Mélanges d’études arméniennes publiées à l’occasion du 250e anniversaire de l’entrée des Pères Mekhitaristes dans l’Ile de Saint-Lazare (1717–1967) (Venise, Ile de Saint-Lazare, 1969), s. 33–44. Salomon de Mak’enoc’
8. “Nathanaël dans une homélie sur les archanges”, Analecta Bollandiana, 89 (1971), s. 155–176. Nathanaël / Archanges (CPG 3625)
9. “Témoignages littéraires sur les sépultures de S. Grégoire l’Illuminateur”, Analecta Bollandiana, 89 (1971), s. 387–418. Grégoire l’Illuminateur
10. “Un corpus de l’hagiographie géorgienne en géorgien”, Analecta Bollandiana, 89 (1971), s. 419–420. George, martyr
11. “Un nouveau témoin du livre d’Agathange”, Revue des Études arméniennes, 8 (1971), s. 13–171. Agathange
12. “Le traité sur la Pâque de Méliton en géorgien”, Le Muséon, 84 (1971), s. 63-99*. Pâque / Méliton de Sardes
13. “Hébreux 11,33-38 dans l’ancienne version géorgienne”, Biblica 53 (1972), s. 43–64. Bible, en géorgien
14. “Nouveaux fragments de Méliton de Sardes dans une homélie géorgienne sur la Croix”, Analecta Bollandiana, 90 (1972), s. 363–369. Méliton de Sardes / Croix
15. “Nouveaux apocryphes de la Dormition conservés en géorgien”, Analecta Bollandiana, 90 (1972), s. 363-369*.Dormition de la Vierge
16. “Le roi Sanatrouk et l’apôtre Thaddée”, Revue des Études arméniennes, 9 (1972), s. 241–283. Sanatrouk, roi / Thaddée, apôtre
17. “Apocryphes géorgiens de la Dormition”, Analecta Bollandiana, 91 (1973), s. 55–75. Dormition de la Vierge
18. “Généalogie de la Vierge en géorgien”, Analecta Bollandiana, 91 (1973), s. 347–356. Vierge
19. “Les oeuvres de Méliton de Sardes en géorgien”, Bedi Kartlisa, 32 (1973), s. 48–63. Méliton de Sardes
20. “Une homélie sur l’Eglise attribuée à Jean de Jérusalem”, Le Muséon, 86 (1973), s. 283–304. Jean de Jérusalem (CPG 3626)
21. “L’Assomption de la Vierge dans un Transitus pseudo-basilien”, Analecta Bollandiana, 92 (1974), s. 125–163. Basile de Césarée, pseudo- / Dormition de la Vierge
22. “L’homélie géorgienne d’Hésychius de Jérusalem sur la résurrection des morts”, Le Muséon, 87 (1974), s. 125–163. Hésychius de Jérusalem / Pâque
23. “Le passage d’Eznik (P. 241) dans le «De Universo» d’Hippolyte”, Le Muséon, 87 (1974), s. 441–444. Eznik / Hippolyte de Rome
24. “Un nouveau dictionnaire de la langue géorgienne ancienne”, Bedi Kartlisa, 32 (1974), s. 86–108. Église Géorgienne
25. “L’Éthiopie à l’époque de Justinien: S. Arethas de Neğrān et S. Athanase de Clysma”, IV Congresso Internazionale di Studi Etiopici (Roma, 10-15 aprile 1972). T. I (Sezione storica), in: Accademia Nazionale dei Lincei, Quaderni, Anno 381 (1974) N 191 [1]. Problemi attuali di scienza e di cultura (Roma: Accademia Nazionale dei Lincei, 1974), s. 117–139. Éthiopie / Justinien I / Arethas de Nejran / Athanase de Clysma / Nejran, martyrs de
26. Les plus anciens homéliaires géorgiens. Etude descriptive et historique, coll. «Publications de l’Institut Orientaliste de Louvain» 10 (Louvain-la-Neuve: Peeters, 1975), xxv-369 pages. Église Géorgienne
27. “Les formes géorgiennes des Acta Iohannis”, Analecta Bollandiana, 93 (1975), s. 5–19. Jean, apôtre
28. “Les apophtegmes dans les versions orientales”, Analecta Bollandiana, 93 (1975), s. 381–389. Apophthegmata Patrum.
29. “Les Acta Iohannis traduits par Euthyme l’Hagiorite”, Bedi Kartlisa, 33 (1975), s. 73–109. Jean, apôtre. Euthyme l’Hagiorite
30. “Fragments méconnus du Lectionnaire géorgien”, Le Muséon, 88 (1975), s. 361–363. Église Géorgienne
31. “Fragments sahidiques du panégyrique de Grégoire le Thaumaturge par Grégoire de Nysse”, Orientalia Lovanensia Periodica 6/7 (1975-1976), s. 555–568. Grégoire le Thaumaturge / Grégoire de Nysse
32. “A propos de l’évangile apocryphe arabe attribué à Saint Jean”, Mélanges de l’Université Saint-Joseph 49 (1975-1976), s. 597–603. Jean, apôtre / Apocryphes, arabes
33. “Un témoin indirect de l’Histoire euthymiaque dans une lecture arabe pour l’Assomption”, Parole de l’Orient, 6/7 (1975-1976), s. 479–491. Dormition de la Vierge / Histoire euthymiaque
34. “Saint Philotheos d’Antioche”, Analecta Bollandiana, 94 (1976), s. 107–135. Philotheos d’Antioche
35. “La passion arménienne de Saint Gordius de Césarée”, Analecta Bollandiana, 94 (1976), s. 357–386. Gordius de Césarée
36. “Une forme inédite de la lettre du roi Ptolémée pour la traduction des LXX”, Biblica 57 (1976), s. 542–549. Ptolémée, roi / Bible, Septante
37. “Archéologie d’une homélie sur la Pâque attribuée à Chrysostome ou Epiphane de Chypre”, in: Michael STONE (ed.), Armenian and Biblical Studies (Jerusalem: St James Press, 1976), s. 165–181.Pâque / Jean Chrysostome / Épiphane de Chypre
38. “Une chronique de Maurice à Héraclius dans un récit des sièges de Constantinople”, Bedi Kartlisa, 34 (1976), s. 74–96. Maurice, empereur / Héraclius, empereur / Constantinople
39. “Le résumé syriaque de l’Agathange et sa portée pour l’histoire du développement de la légende”, Handes Amsoreay (Vienne), 90 (1976), col. 493-510. Agathange
40. “Le manuscrit Erévan 993. Inventaire des pièces” [avec Ugo ZANETTI], Revue des Études arméniennes, 12 (1977), s. 123–167 et s. 479–491. Église Arménienne
41. “L’histoire de l’église de Lydda dans deux textes géorgiens”, Bedi Kartlisa, 36 (1977), s. 109–131. Lydda / George, martyr
42. “Abraham le Confesseur (Ve), traducteur des Passions des martyrs persans”, Analecta Bollandiana, 95 (1977), s. 168–179. Abraham le Confesseur / Église de Perse
43. “Le résumé syriaque de l’Agathange”, Analecta Bollandiana, 95 (1977), s. 291–358. Agathange
44. “Un feuillet oublié du codex arabe or. 4226 à Strasbourg”, Analecta Bollandiana, 96 (1977), s. 383–384. Églises arabophones
45. “Deux feuillets du Sinaiticus 492 retrouvés à Leningrad”, Analecta Bollandiana, 96 (1978), s. 51–54.Sinaï
46. “Deux homélies de Sévérien de Gabala conservées en géorgien”, Bedi Kartlisa, 36 (1978), s. 71–91. Sévérien de Gabala
47. “Une courte homélie mariale de Proclus conservée en arménien”, Pazmaveb (Venise), 136 (1978), s. 717–727. Proclus / Vierge
48. “L’homélie «Sur les apôtres» de Sévérien de Gabala en version géorgienne”, Bedi Kartlisa, 37 (1979), s. 86–101. Sévérien de Gabala / apôtres
49. “L’opuscule sur la Croix d’Alexandre de Chypre et sa version géorgienne”, Bedi Kartlisa, 37 (1979), s. 102–132. Croix / Alexandre de Chypre
50. “Legends about Constantine in Armenian”, in: Thomas J. SAMUELIAN (ed.), Classical Armenian Culture. Influences and Creativity, coll. «University of Pennsylvania Armenian Texts and Studies» 4 (Missoula: Scholars Press, 1979), s. 79–101. Constantin le Grand
51. “Un mravalthavi palimpseste de Léningrade”, Mravalthavi. Études philologiques et historiques (Tbilissi), 6 (1979), s. 81–87 (en géo.). Église Géorgienne
52. “L’hymnaire de Michel Modrekili et son sanctoral”, Bedi Kartlisa, 38 (1980), s. 113–130. Michel Modrekili
53. “La primauté de Pierre (Matth. 16,16-19) et son contexte judaïque”, Revue Théologique de Louvain, 11 (1980), s. 310–324. Pierre, apôtre / Bible, théologie
54. “Un mravalthavi palimpseste dans le codex A. 737 de Tbilissi”, Mravalthavi. Études philologiques et historiques (Tbilissi), 7 (1980), s. 18–21 (en géo.). Église Géorgienne
55. “Le manuscrit géorgien Sinaïtique 34 et les publications de liturgie palestinienne”, „Orientalia Christiana Periodica”, 49 (1980), s. 125–141. Église Géorgienne
56. “Une homélie archaïque sur la Transfiguration”, Orientalia Christiana Periodica, 49 (1980), s. 418–425. Transfiguration
57. “Le martirika du Catholicos Antoine Ier”, Analecta Bollandiana, 98 (1980), s. 411–421. Antoine I, catholicos
58. “Un palimpseste arménien de la Bibliothèque Publique Saltykov-Chtchédrine de Léningrade”, Banber Matenadarani (Erévan), 13 (1980), s. 271–274 (en arm.).Église Aménienne
59. Les textes syriaques; Les textes arabes; Les textes géorgiens, in: Pélagie la Pénitente. Métamorphoses d’une légende. Tome I. Les textes et leur histoire. Dossier rassemblé par Pierre PETITMENGIN (Paris: Institut d’Études Augustiniennes, 1981), s. 135–160, 278-288 et 317-349. Pélagie la Pénitente
60. “Le saint comme symbole”, in: Sergei HACKEL (ed.), The Byzantine Saint. University of Birmingham 14th Spring Symposium of Byzantine Studies, coll. «Studies Supplementary to Sobornost» 5; numéro spécial de Sobornost (London) et d’ Eastern Churches Review, No. 3 (London, 1981), s. 128–140.
61. “Les textes littéraires sur l’Assomption avant le Xe”, in: François BOVON (ed.), Les Actes Apocryphes des apôtres. Christianisme dans le monde païen (Genève: Labor et Fides, 1981), s. 265-285*.Dormition de la Vierge
62. “Les manuscrits de Jean Zosime Sin. 34 et Tsagareli 81”, Bedi Kartlisa, 39 (1981), s. 63–75. Jean Zosime
63. “La diffusion orientale de la légende des saints Cosme et Damien”, in: Pierre RICHÉ et Evelyne PATLAGEAN (éds.), Hagiographie, Cultures et Sociétés. IVe-XIIe siècles. Actes du Colloque organisé à Nanterre et à Paris (2-5 Mai 1979) par le Centre de Recherches sur l’Antiquité tardive et le Haut Moyen Âge, Université de Paris X–Nanterre (Paris: Études Augustiniennes, 1981), s. 61–77. Côme et Damien
64. “Amphiloque d’Iconium et Eunome: l’homélie CPG 3238”, Augustinianum, 21 (1981), s. 517–539. Amphiloque d’Iconium / Eunome
65. “La légende «romaine» des SS Côme et Damien (BHG 373d) et sa métaphrase géorgienne par Jean Xiphilin: I. Le texte grec”, „Orientalia Christiana Periodica”, 47 (1981), s. 389–425. Côme et Damien / Jean Xiphilin
66. “La notion d’accomplissement de l’Ecriture, in: Lectures bibliques. Colloque du 11 novembre 1980, coll. «Publications de l’Institutum judaicum» (Bruxelles, 1981), s. 333–351. Bible, théologie
67. BARSABÉE DE JÉRUSALEM, Sur le Christ et les Eglises. Introduction, édition du texte géorgien inédit et traduction française par Michel VAN ESBROECK, coll. «Patrologia Orientalis» 41,2 (Turnhout: Brepols, 1982). Barsabée de Jérusalem / Christ
68. “Col. 2,11: «Dans la circoncision du Christ»”, in: Julien RIES (éd.), Gnosticisme et Monde hellénistique. Actes du Colloque de Louvain-la-Neuve (11-14 mars 1980), coll. «Publications de l’Institut Orientaliste de Louvain » 27 (Louvain-la-Neuve: Peeters, 1982), s. 229–235. Bible, théologie / Christ
69. “La légende «romaine» des SS Côme et Damien: II. Le panégyrique géorgien”, „Orientalia Christiana Periodica”, 48 (1982), s. 29–64. Côme et Damien
70. “Bild und Begriff in der Transitus-Literatur: Der Palmbaum und der Tempel”, in: Margot SCHMIDT et Carl-Friedrich GEYER (Hgg.), Typus, Symbol, Allegorie bei den östlichen Vätern und ihren Parallelen im Mittelalter, coll. «Eichstätter Beiträge. Schriftenreihe der Katholische Universität Eichstätt», Abteilung Philosophie und Theologie, 4 (Regensburg: Pustet, 1982), s. 333–351. Dormition de la Vierge
71. “Saint Épimaque de Péluse, III. Les fragments coptes”, Analecta Bollandiana, 100 (1982), s. 125–145. Épimaque de Péluse
72. “Hésychius de Jérusalem “Sur les Coryphées” en version slavonne”, „Orientalia Christiana Periodica”, 48 (1982), s. 371–405. Hésychius de Jérusalem / Pierre, apôtre / Paul, apôtre
73. “L’homélie d’Eustathe d’Antioche en géorgien, Oriens Christianus, 66 (1982), s. 189–214. Eustathe d’Antioche
74. “Remembrement d’un manuscrit arabe de 950, in: Samir Khalil SAMIR (éd.), Actes du premier Congrès d’études arabes chrétiennes, coll. OCA 218 (Rome, 1982), s. 135–147.Églises arabophones
75. “L’Eglise géorgienne des origines au Moyen-Âge”, Bedi Kartlisa, 40 (1982), s. 186–199.Église Géorgienne
76. “The Georgian inscriptions”, in: Michael STONE (ed.), The Armenian Inscriptions from the Sinai, with Appendixes on the Georgian and Latin Inscriptions by Michel VAN ESBROECK and W. ADLER, coll. «Harvard Armenian Texts and Studies» 6 (Cambridge, MA: Harvard University Press, 1982), s. 171–179. Sinaï
77. “L’empereur Jean Tzimiscès dans le calendrier de Georges l’Athonite”, Bedi Kartlisa, 41 (1983), s. 67–72. Jean Tzimiscès / Georges l’Athonite
78. “Gli apocrifi georgiani”, Augustinianum, 23 (1983), s. 145–149. Apocryphes, géorgiens
79. “Homélie ephrémienne sur le bon larron en grec, géorgien et arabe”, Analecta Bollandiana, 101 (1983), s. 327–362. «Ephrem grec»
80. “Deux listes d’apôtres conservées en syriaque”, in: René LAVENANT (éd.), IIIe Symposium Syriacum. Les contacts du monde syriaque avec les autres cultures, coll. OCA 221 (Rome, 1983), s. 15–24. Apôtres
81. “La naissance du culte de saint Barthélémy en Arménie”, in: Revue des Études arméniennes, 17 (1983), s. 171–195. Barthélémy, apôtre / Église Arménienne
82. “The Rise of St Bartholomew’s Cult in Armenia from the Seventh to the Thirteenth Centuries”, in: Thomas J. SAMUELIAN et Michael STONE (eds.), Medieval Armenian Culture, coll. «University of Pennsylvania Armenian Texts and Studies» 6 (Chico: Scholars Press, 1984), s. 161–178. Barthélémy, apôtre / Église Arménienne
83. “Nouveaux fragments arméniens de Denys d’Alexandrie”, „Orientalia Christiana Periodica”, 50 (1984), s. 18–40. Denys d’Alexandrie
84. “Jean II de Jérusalem et les cultes de S. Étienne, de la Sainte-Sion et de la Croix”, Analecta Bollandiana, 102 (1984), s. 99–134. Jean de Jérusalem / Étienne, protomartyr / Sainte-Sion / Croix
85. “L’original de l’Histoire d’Agathange”, Patma-banasirakan Handes (Erévan), 105 (1984), s. 28–34 (en arm.). Agathange
86. “Le «De Sectis» attribué à Léonce de Byzance (CPG 6823) dans la version géorgienne d’Arsène Iqaltoeli”, Bedi Kartlisa, 42 (1984), s. 35–42. Léonce de Byzance / Arsène Iqaltoeli
87. “Le «De Fide» géorgien attribué à Hippolyte et ses rapports avec la Didascalie de Grégoire l’Illuminateur dans l’Agathange (BHO 330)”, Analecta Bollandiana, 102 (1984), s. 321–328. Hippolyte de Rome / Agathange / Grégoire l’Illuminateur
88. “Témoignages littéraires sur la Mayr Ekeghetsi ou de l’origine de Zouartnots”, in: Giulio IENI e Gabriella ULUHOGIAN (a cura di), Atti del Terzo Simposio Internazionale di Arte Armena (Milano/Vicenza/Castelfranco V./Piazzola sul Brenta/Venezia, 25 settembre-1° ottobre 1981) (Venezia, San Lazzaro: Casa editrice armena, 1984), s. 615–627. Zouartnots
89. “Rome l’ancienne et Constantinople vues de l’Arménie”, in: Paolo SINISCALCO e Pierangelo CATALANO (a cura di), La nozione di «Romano» tra cittadinanza e universalità (Napoli: Edizioni Scientifiche Italiane, 1984), s. 351–355.Rome / Constantinople / Église Arménienne
90. “Description du répertoire de l’homéliaire de Mush”, Revue des Études arméniennes, 18 (1984), s. 237–280. Église Arménienne
91. “L’origine de Pemeniay chez Anania Shirakatsi”, Revue des Études arméniennes, 18 (1984), s. 487–489. Anania Shirakatsi
92. “La structure de l’homéliaire de Mush”, in: Gevork Beglari DJAHUKIAN et al. (eds.), International Symposium on Armenian Linguistics, Yerevan, September 21-25, 1982: Reports / Международный симпозиум по армянскому языкознанию, Ереван, 21-25 сентября 1982. Доклады (Erevan: Academy of Sciences of Armenian SSR, 1984), s. 282–306. Église Arménienne
93. “La date et l’auteur du De Sectis attribué à Léonce de Byzance”, in: Carl LAGA, Joseph A. MUNITIZ et Lucas VAN ROMPAY (eds.), After Chalcedon. Studies in Theology and Church History offered to Professor Albert Van Roey for his Seventieth Birthday, coll. «Orientalia Lovaniensia Analecta» 18 (Leuven: Peeters, 1985) s. 415–424. Léonce de Byzance
94. “Les Actes arméniens de saint Héraclide de Chypre”, Analecta Bollandiana, 103 (1985), s. 115–162. Héraclide de Chypre
95. “L’homélie de Pierre de Jérusalem et la fin de l’origénisme palestinien en 551”, „Orientalia Christiana Periodica”, 51 (1985), s. 33–59. Pierre de Jérusalem
96. “Version géorgienne de l’homélie eusébienne CPG 5528 sur l’Ascension”, „Orientalia Christiana Periodica”, 51 (1985), s. 277–303. Dormition de la Vierge / Eusèbe Pamphile
97. “Le sens de la liberté de l’homme éclairé par la foi chrétienne”, in: Droits de l’Homme. IIIe rencontre Islamochrétienne (Tunis: Université de Tunis, 1985), s. 171–180.
98. “La légende géorgienne de l’Ascète Nisime, Revue des études géorgiennes et caucasiennes, 1 (1985), s. 117–125. Nisime, ascète
99. “Les programmes géorgiens de la Dormition”, „Jahrbuch der Österreichisches Byzantinistik”, 35 (1985), s. 251–260. Dormition de la Vierge
100. “L’homélie de Proclus CPG 5800 dans l’ancien Tônakan arménien”, Revue des Études arméniennes, 19 (1985), s. 49–53. Proclus
101. “Une lettre de Dorothée comte de Palestine à Marcel et Mari en 452”, Analecta Bollandiana, 104 (1986), s. 145–159. Dorothée comte de Palestine / Marcel, acémète / «Mari», adressât d’Ibas et de Dorothée
102. “Les deux Testaments, une même vie”, Communio, 11 (1986), s. 71–90.Bible, théologie
103. “Les sentences morales des philosophes grecs dans les traditions orientales”, in: Massimiliano PAVAN et Umberto COZZOLI (a cura di), L’eredità classica nelle lingue orientali, coll. «Acta Encyclopaedica» 5 (Roma: Istituto Enciclopedia Italiana, 1986), s. 11–23. Philosophes grecs
104. “L’apport des versions orientales pour la compréhension de l’Asclepius dans les Philosophica d’Apulée”, in: Massimiliano PAVAN et Umberto COZZOLI (a cura di), L’eredità classica nelle lingue orientali, coll. «Acta Encyclopaedica» 5 (Roma: Istituto Enciclopedia Italiana, 1986), s. 27–35. Asclepius / Apulée
105. “Le codex rescriptus Tischendorf 2 à Leipzig et Cyrille de Scythopolis en version arabe”, in: Samir Khalil SAMIR (ed.), Actes du IIe congrès international d’études arabes chrétiennes, coll. OCA 226 (Rome, 1986), s. 81–91. Cyrille de Scythopolis
106. “Le substrat hagiographique de la mission khazare de Constantin-Cyrille”, Analecta Bollandiana, 104 (1986), s. 337–348. Khazarie / Constantin-Cyrille, apôtre des Slaves
107. “Un palimpseste géorgien de l’homélie 38 de Grégoire de Nazianze”, Le Muséon, 99 (1986), s. 309–317. Grégoire de Nazianze
108. “Verdwenen griekse hagiographie in oosterse vertalingen teruggevonden”, in: Antonius HILHORST (red.), De heiligen-verering in de eerste eeuwen van het christendom (Nijmegen: Dekker & Van de Vegt, 1986), s. 99–104.
109. “Athanase déguisé en pseudo-Denys dans le Tônakan”, Revue des Études arméniennes, 20 (1986-1987), s. 167–173.Athanase d’Alexandrie / Denys l’Aréopagite
110. “Who is Mari, the Addressee of Ibas’ Letter?”, The Journal of Theological Studies 38 (1987), s. 129–135. «Mari», adressât d’Ibas et de Dorothée / Ibas d’Édesse
111. “Les Actes apocryphes de Thomas en version arabe”, Parole de l’Orient, 14 (1987), s. 11–77. Thomas, apôtre
112. “Une homélie de Zacharie le Catholicos sur l’Annonciation”, Handes Amsoreay (Vienne), 101 (1987), s. 487–503. Zacharie le Catholicos / Annonciation
113. “Das Synodikon vom Jahre 843 in georgischer Übersetzung”, Annuarium Historiae Conciliorum, 19 (1987), s. 300–313. Synodikon de l’Orthodoxie / icônes
114. “Un court traité pseudo-basilien de mouvance aaronite conservé en arménien”, Le Muséon, 100 (1987), s. 385–395.Basile de Césarée, pseudo- / Aaronites
115. “Jalons pour l’histoire de la transmission manuscrite de l’homélie de Proclus sur la Vierge”, in: Jürgen DUMMER (Hg.), Text und Kritik. Eine Aufsatzsammlung, coll. «Texte und Untersuchungen zur Geschichte der altchristlichen Literatur» Band 133 (Berlin, 1987), s. 149–160.Proclus / Vierge
116. “Le soi-disant roman de Julien l’Apostat”, in: Han J. W. DRIJVERS, René LAVENANT, Corrie MOLENBERG and Gerrit Jan REININK (eds.), IV Symposium Syriacum 1984, Literary Genres in Syriac Litterature (Groningen-Oosterhesselen 10-12 Sept.), coll. OCA 229 (Rome, 1987), s. 191–202. Julien l’Apostat
117. “Impact de l’écriture sur le concile de Dwin en 555”, Annuarium Historiae Conciliorum, 18 (1988), s. 301–318.Église Arménienne / Dormition de la Vierge
118. “L’aspect cosmologique de la philosophie d’Eunome pour la reprise de l’Hexameron basilien par Grégoire de Nysse, in: Lucas Francisco MATEO-SECO y Juan Luis BASTERO (Edición a cargo de), El «Contra Eunomium I» en la producción literaria de Gregorio de Nisa. VI Coloquio Internacional sobre Gregorio de Nisa, coll. «Collección Teológica» 59 (Pamplona: Eunsa. Ediciones Universidad de Navarra, S.A., 1988), s. 181–216. Eunome / Basile de Césarée / Gégoire de Nysse
119. “Le culte de la Vierge à Constantinople aux VIe et VIIe siècles”, Revue des Études Byzantines, 46 (1988), s. 181–190. Vierge / Constantinople
120. “La Vision de Vakhtang Gorgasali et sa signification”, in: Elguja KHINTIBIDZE (ed.), Proceedings of the First International Symposium in Kartvelian Studies (Materiały I-go Międzynarodowego Sympozjum Studiów Kartweliańskich), Tbilisi: University of Tbilisi, 1988, s. 181–191 (en géo.). Vakhtang Gorgasali
121. “Le dossier hagiograhique de saint Pancrace de Taormine” (avec Ugo ZANETTI), in: Salvatore PRICOCO e Soveria MANNELLI (curato da), Storia della Sicilia e tradizione agiografica nella tarda antichità. Atti del convegno di studi (Catania 20-22 maggio 1986), coll. «Università. Varia» (Soveria Mannelli (CZ): Rubettino Editore, 1988), s. 155–171. Pancrace de Taormine
122. “On the etymology of Georgian Bzoba: The Branch and the Box-tree” in: Fridrik THORDARSON, Studia Caucasologica I, Proceedings of the Third Caucasian Colloquium, Oslo, July 1986 [The Institute for Comparative Research in Human Culture] (Oslo: Norwegian University Press, 1988), s. 42–50.Géorgie
123. “L’apôtre Thaddée et le roi Sanatruk”, in: Mario NORDIO et Boghos Levon ZEKIYAN (a cura di), Atti del II Simposio Internazionale «Armenia-Assiria». Istituzioni e poteri nell’epoca Il-Khanide, coll. «Eurasiatica. Quaderni del Dipartimento di Studi eurasiatici dell’Università degli studi di Venezia Ca’ Foscari » 9 (Venezia, 1988), s. 83–106. Sanatrouk, roi / Thaddée, apôtre
124. “Une propagande chalcédonienne du début du VIe: l’histoire des saints Nisthéréon et Katianos”, Oriens Christianus, 72 (1988), s. 136–167. Nisthéréon et Katianos
125. “Euthyme l’Hagiorite: le traducteur et ses traductions”, Revue des études géorgiennes et caucasiennes 4 (1988) s. 73–107 [publié en 1990]. Euthyme l’Hagiorite
126. “Le manuscrit syriaque nouvelle série 4 de Leningrad”, in: Enzo LUCCHESI (éd.), Mélanges Antoine Guillaumont. Contributions à l’étude des christianismes orientaux, coll. «Cahiers d’Orientalisme» 20 (Genève: Patrick Cramer Éditeur, 1989), s. 155–162.Églises syriacophones
127. “Saint Grégoire d’Arménie et sa Didascalie”, Le Muséon, 102 (1989), s. 131–145.Grégoire l’Illuminateur
128. “Incidence des versions arabes chrétiennes pour la reconstitution des textes perdus”, in: Geneviève CONTAMINE (ed.), Traduction et traducteurs au Moyen-Âge. Actes du Colloque International du Centre National de la Recherche Scientifique / Institut de recherche et d’histoire des textes, 26-28 mai 1986 (Paris: Éd. du CNRS, 1989), s. 133–143.Églises arabophones
129. “La lettre sur le Dimanche descendue du ciel”, Analecta Bollandiana, 107 (1989), s. 267–284.Dimanche
130. “The Credo of Gregory the Wonderworker and Its Influence through Three Centuries”, in: Elizabeth LIVINGSTONE (ed.), Studia Patristica, vol. XIX – Historica, Theologica, Gnostica, Biblica et Apocrypha (Leuven: Peeters, 1989), s. 255–266. Grégoire l’Illuminateur
131. “Sur quatre traités attribués à Grégoire et leur contexte marcellien”, in: Hubertus R. DROBNER et Christoph KLOCK (Hgg.), Studien zu Gregor von Nyssa und der christlichen Spätantike, coll. «Vigiliae Christianae, Supplements» 12 (Leiden–New York–København–Köln: Brill, 1990), s. 3–15. Grégoire de Nysse / Marcel d’Ancyre
132. “Der von einem Bischof um 514 geschriebene Brief gegen das Christentum und die Verfolgung von seiten Dhu Nuwas”, in: Werner DIEM et Abdoldjavad FALATURI (Hgg.), XXIV. Deutscher Orientalistentag, vom 26. bis 30. September 1988 in Köln. Ausgewählte Vorträge (Stuttgart: Franz Steiner Verlag, 1990), s. 105–115. Dhu Nuwas / Anonyme: évêque, l’auteur d’une épître de 514 sur les chrétiens d’Arabie / Nejran, martyrs de
133. “La religion géorgienne préchrétienne”, in: Wolfgang HAASE, Aufstieg und Niedergang der römischen Welt, II, 18. 4 (Berlin–New York: Walter de Gruyter & Co., 1990), s. 2694–2725.Géorgie
134. “La version géorgienne de deux commentaires d’Ammonius”, in: Gianfranco FIACCADORI (a cura di), Autori classici in lingue del vicino e medio oriente (Rome: Istituto Poligrafico e Zecca dello Stato, 1990), s. 55–64.Ammonius, philosophe
135. “Une homélie arménienne sur la Dormition attribuée à Chrysostome”, Oriens Christianus, 74 (1990), s. 199–233.Dormition de la Vierge / Jean Chrysostome
136. “Ein georgischer liturgischer Kanon für Maria Himmelfahrt”, in: Regine SCHULZ et Manfred GÖRG (Hrsg.), Lingua restituta orientalis. Festgabe für Julius Assfalg, coll. «Ägypten und Altes Testament», Band 20 (Wiesbaden: Harrassowitz Verl., 1990), s. 89–110. [traduit en français dans le recueil de 1995.] Dormition de la Vierge
137. “Une note de Sévère d’Antioche sur Juda Cyriaque”, in: René LAVENANT (éd.), V Symposium Syriacum. Katholieke Universiteit, Leuven, 29-31 août 1988, coll. OCA 236 (Rome, 1990), s. 183–193. Sévère d’Antioche / Juda Cyriaque
138. “L’homélie géorgienne de Sévérien de Gabala CPG 4216”, Le Muséon, 104 (1990), s. 73–108. Sévérien de Gabala
139. “Les signes des temps dans la littérature syriaque”, Revue de l’Institut Catholique de Paris, 39 (1990), s. 113–149.Éschatologie / Dormition de la Vierge
140. “La représentativité de la délégation arménienne à Florence: de Sargis de Caffa à Nagash d’Amid”, Annuarium Historiae Conciliorum, 22 (1990), s. 131–145.Florence / Sargis de Caffa / Nagash d’Amid
141. “Deux homélies pseudo-basiliennes sur le Dimanche et le Vendredi”, in: Samir Khalil SAMIR (éd.), Actes du 3e Congrès international d’études arabes chrétiennes, in: Parole de l’Orient, 16 (1990-1991), s. 49–71.Dimanche / Vendredi / Basile de Césarée, pseudo-
142. “Primauté, Patriarcats, Catholicossats, autocéphalies en orient”, in: Michele MACCARRONE (a cura di), Il primato del Vescovo di Roma nel primo millenio. Ricerche e testimonianze. Atti del symposium storico-teologico, Roma, 9-13 ottobre 1989, coll. «Atti e documenti» 4 (Città del Vaticano: Libreria Editrice Vaticana, 1991), s. 493–521.Église orientales
143. “Le contexte politique de la Vie de Pancrace de Tauromenium”, in: Salvatore PRICOCO, Francesca Rizzo NERVO et Teresa SARDELLA (a cura di), Sicilia e Italia suburbicaria tra IVe VIII secolo. Atti del Convegno di studi (Catania, 24-27 ottobre 1989) (Soveria Mannelli (CZ): Rubettino Editore, 1991), s. 185–196. Pancrace de Taormine
144. “Le manuscrit hébreu Paris 755 et l’histoire des martyrs du Nedjran”, in: Pierre CANIVET et Jean-Paul REY-COQUAIS (sous la direction de), La Syrie de Byzance à l’Islam, VIIe-VIIIe siècles. Actes du colloque international. Lyon, Paris (11-15 septembre 1990) (Damas: Institut français d’Études arabes, 1992), s. 25–30.Nejran, martyrs de
145. “La Dormition chez les Coptes”, in: Marguerite RASSART-DEBERGH et Julien RIES (éds.), Actes du IVe Congrès Copte. Louvain-la-Neuve, 5-10 septembre 1988. II. De la linguistique au gnosticisme, coll. «Publications de l’Institut Orientaliste de Louvain» 41 (Louvain-la-Neuve: Peeters, 1992), s. 436–445.Dormition de la Vierge
146. “Les Činka, les Xrafstras et Loki”, in: Catherine PARIS (éd.), Caucasologie et mythologie comparée. Actes du colloque international du CNRS. IVe colloque de Caucasologie (Sèvres, 27-29 juin 1988), coll. «Société d’Études Linguistiques et Anthropologiques de France» 332, Numéro spécial 23 (Paris: Peeters, 1992), s. 115–126 [et p. 497: résumé français et summary anglais]. Činka / Xrafstras / Loki
147. “Armenien und die Penthektè”, Annuarium Historiae Conciliorum, 24 (1992), s. 78–94.Église Arménienne
148. “Peter the Iberian and Dionysius the Areopagite: Honigmann’s thesis revisited”, „Orientalia Christiana Periodica”, 59 (1993), s. 217–227.Denys l’Aréopagite / Pierre l’Ibère
149. “Les Églises orientales non syriennes”, Le Muséon, 106 (1993), s. 97–117.Églises orientales
150. “Les Actes de Prochore en arménien: un nouveau témoin”, in: Henning LEHMANN and Jos J. S. WEITENBERG (eds.), I. Armenian Texts, Tasks and Tools, coll. «Acta Jutlandica» 69.1 «Humanities Series» 68 (Århus: Aarhus Universitetsforlag 1993), s. 86–91.Prochore, apôtre
151. “Une exégèse rare d’Isaïe 29. 11-12 conservée en arménien”, in: Christoph BURCHARD (ed.), Armenia and the Bible. Papers Presented to the International Symposium Held at Heidelberg July 16-19 1990, coll. «University of Pennsylvania Armenian Texts and Studies» 12 (Atlanta: Scholars Press, 1993), s. 73–78. Bible, exégèse
152. “La Sagesse de Balavar à travers la tradition géorgienne”, in: René LEBRUN (éd.), Sagesses de l’Orient ancien et chrétien. Conférences I.R.O.C. 1991-1992, coll. «Sciences Théologiques et Religieuses», 2 (Paris: Beauchesne, 1993), s. 229–242.Balavar / Barlaam et Joasaph
153. “Un panégyrique de Théodore le Studite pour la fête liturgique des sièges de Constantinople”, in: Ephrem CARR, Stefano PARENTI, Abraham-Andreas THIERMEYER and Elena VELKOVSKA (Eds.), ΕΥΛΟΓΗΜΑ, Studies in Honor of Robert Taft, SJ, coll. «Studia Anselmiana» 110, «Analecta liturgica» 17 (Rome: Sant’Anselmo, 1993), s. 525–536. Théodore le Studite / Sièges de Constantinople, fête des / Constantinople
154. “Le manifeste de Jean III le Nicéote en 505 dans le Livre des Lettres arménien”, Revue des Études arméniennes, 24 (1993), s. 27–46. Jean III le Nicéote / Livre des Lettres arménien
155. “Signification d’un court traité basilien conservé en arménien”, in: L. HOVSEPIAN, N. PARNASSIAN and S. SIMONIAN (eds.), The Second International Symposium on Armenian Linguistics (21-23 September 1987): Proceedings, T. 2 (Yerevan: Armenian Academy Press, 1993), s. 181–187.Basile de Césarée, pseudo- / Aaronites
156. “Les versions syriaques du panégyrique de Grégoire le Thaumaturge”, in: Shafiq ABOUZAYD (ed.), A Festschrift for Dr. Sebastian P. Brock, in: ARAM Periodical 5:1&2 (1993), s. 537–553. Grégoire le Thaumaturge
157. “Pierre l’Ibère et Denys l’Aréopagite”, in: Elguja KHINTIBIDZE (ed.), Proceedings of the Second International Symposium in Kartvelian Studies (Tbilisi: Tbilisi University Press, 1994), s. 167–177 (en géo.). Pierre l’Ibère / Denys l’Aréopagite
158. “Invention des reliques comme attribut impérial: la tunique du Christ à Moscou et son symbolisme”, in: Pierangelo CATALANO (a cura di), Roma fuori di Roma: Istituzioni e imagini (Roma, 21 aprile 1985), coll. «Da Roma alla Terza Roma. Documenti e studi», Studi – V (Roma: Università degli studi “La Sapienza”, [1994]), s. 225–243. Christ, tunique de / Moscou / Reliques
159. “Neuf listes d’Apôtres orientales”, Augustinianum, 34 (1994), s. 109–199.Apôtres
160. “La lettre de Justinien pour la fête de l’Hypapante en 562”, Analecta Bollandiana, 112 (1994), s. 65–84.Justinien I / Hypapante
161. “Citations apollinaristes conservées en arménien dans la lettre de Sahak III Dzoroporetsi”, „Orientalia Christiana Periodica”, 60 (1994), s. 41–67. Apollinaire de Laodicée / Sahak III Dzoroporetsi
162. “La légende des sept dormants d’Ephèse selon le codex syriaque N. S. 4 de Saint-Pétersbourg”, in: René LAVENANT (ed.), VI. Symposium Syriacum, University of Cambridge, Faculty of Divinity, 30 August – 2 September 1992, coll. OCA 247 (Rome, 1994), s. 189–200.Sept dormants d’Éphèse
163. “Ein unbekannter Traktat ad Thalassium von Maximus dem Bekenner”, in: Cornelia WUNSCH (Hg.), XXV. Deutscher Orientalistentag, Vorträge, München 8.-13.4.1991, coll. «Zeitschrift der Deutschen Morgenländischen Gesellschaft, Suppl.» 10 (Stuttgart: Franz Steiner Verlag, 1994), s. 75–82.Maxime le Confesseur / Thalasse (Ad Thalassium)
164. “La légende des apôtres Pierre, Jean et Paul à Antioche”, Oriens Christianus, 78 (1994), s. 64–85.Antioche / Pierre, apôtre / Jean, apôtre / Paul, apôtre
165. “La question 66 du «Ad Thalassium» géorgien, in: Antoon SCHOORS et Peter VAN DEUN, Philohistôr. Miscellanea in honorem Caroli Laga septuagenarii, coll. «Orientalia Lovaniensia Analecta» 60 (Leuven: Peeters, 1994), s. 329–337. Maxime le Confesseur / Thalasse (Ad Thalassium)
166. “L’homélie??? ses attributions et ses métamorphoses”, Hask. Hayagitakan amsat’ert’ (Antélias, Liban), NS. 6 (1994), s. 44–66 (en arm.). Homélie???
167. “Die sogenannte Konziliengeschichte des Johannes von Odzun (717-728)”, Annuarium Historiae Conciliorum, 26 (1994), s. 31–60.Jean d’Odznun
168. “Mravalthavi d’Udabno: composition et structure”, in: Akaki SHANIDZE et Zourab DZHUMBURIDZE (eds.), Mravalthavi d’Udabno, Tbilissi, 1994, s. 37–42 (en géo.). Udabno
169. Aux origines de la Dormition de la Vierge. Études historiques sur les traditions orientales, coll. «Variorum Reprints. Collected Studies Series» CS 380 (Aldershot [Hampshire]: Ashgate, 1995), 336 pages. Rassemble (en ajoutant “Addenda et Corrigenda”) 15 études.
170. “Movses Xorenac’i et le Girk’ Eakac’”, Revue des Études arméniennes, 25 (1994-1995), s. 109–124. Girk’ Eakac’ / Movses Xorenac’i
171. “La portée politico-religieuse des visions pour la conversion des peuples”, Revue de l’Institut Catholique de Paris, 53 (1995), s. 87–104. Églises
172. “Le discours du Catholicos Sahak III en 691 et quelques dossiers annexes au Quinisexte”, in: Georges NEDUNGATT and Michael FEATHERSTONE (eds.), The Council in Trullo revisited, coll. «Κανονικά» 6 (Rome: Pontificio Istituto Orientale, 1995), s. 323–454. Sahak III Dzoroporetsi
173. “Les Actes syriaques de Philippe à Carthagène en version arabe”, Oriens Christianus, 79 (1995), s. 120–145. Philippe, apôtre / Carthagène
174. “La Vie de saint Martinianus en version syriaque”, Parole de l’Orient, 20 (1995), s. 237–269. Martinianus
175. “Justinian II. im Synaxar und das Konzil in Trullo”, Annuarium Historiae Conciliorum, 27/8 (1995-1996), s. 103–108. Justinien II
176. “Conférence de M. Michel van Esbroeck, directeur d’études invité”, Annuaire de l’École pratique des hautes études 104 (1995-1996), s. 379–382.
177. “L’Invention de la Croix sous l’empereur Héraclius”, in: Samir Khalil SAMIR (éd.), Actes du Ium Symposium syro-arabicum (Kaslik, septembre 1995), II. Etudes arabes chrétiennes (1), in: Parole de l’Orient, 21 (1996), s. 21–46.Croix / Héraclius, empereur
178. “Bizancio visto desde Oriente: de Marciano a Mauricio. Teología y política”, in: Domingo RAMOS-LISSÓN, Marcelo MERINO et Albert VICIANO (Eds.), El Diálogo Fe-Cultura en la antigüedad Cristiana, «Colección Historia de la Iglesia» 26 (Pamplona: Coedición de Ediciones Eunate y Servicio de publicaciones de la Universidad de Navarra, 1996), s. 227–238.Marcien, empereur / Maurcie, empereur
179. “Perpectives pour l’étude des Eglises du Caucase”, in: Robert TAFT (ed.), The Christian East: Its Institutions and its Thought. A Critical Reflection. Papers of the International Scholarly Congress for the 75th Anniversary of the Pontifical Oriental Institute, Rome, 30 May – 5 June 1993, coll. OCA 251 (Rome, 1996), s. 129–144.Églises du Caucase
180. “Von welcher Kirche hängt die georgische Kirche geschichtlich ab?”, Mitteilungen der Berliner Georgischen Gesellschaft 5 (1996), s. 1–12.Église Géorgienne
181. “The Memra on the Parrot by Isaac of Antioch”, The Journal of Theological Studies 47 (1996), s. 464–476. Isaac d’Antioche
182. “Les trois formes de l’antichalcédonisme de 451 à 553 et ses répercussions dans le Caucase”, in: Д. Е. АФИНОГЕНОВ, А. В. МУРАВЬЕВ (ред.) [Dmitri AFINOGENOV, Alexei MURAVIEV (eds.)], Традиции и наследие Христианского Востока / Traditions and Heritage of the Christian East (Москва: Индрик, 1996), s. 382–398. Églises du Caucase
183. “Lazique, Mingrélie, Svanéthie et Aphkhazie du IVe au IXe”, in: Il Caucaso: ciernera fra culture dal Mediterraneo alla Persia (s. IX-XI). Settimana di Studio del Centro Italiano di Studi sull’Alto Medioevo [CISAM], Spoleto, 20-26 avril 1995, coll. «Atti delle Settimane di CISAM» XLIII (Spoleto: CISAM, 1996), s. 195–218. Églises du Caucase / Lazique / Mingrélie / Svanéthie / Aphkhazie
184. “La Vie de saint Jean Higoumène de Saint-Serge par Joseph le Skeuophylax”, Oriens Christianus, 80 (1996), s. 153–166. Jean Higoumène de Saint-Serge / Joseph le Skeuophylax
185. “Les relations entre Byzance et le Caucase”, in: Ihor ŠEVČENKO, Gennady G. LITAVRIN (Editors-in-Chief), Walter K. HANAK (Corresponding Editor), Acts. XVIIIth International Congress of Byzantine Studies. Moscow, 1991. Selected papers: main and communications. Vol. II: History, Archaeology, Religion, Theology (Shepherdstown: Byzantine Studies Press, Inc., 1996 [publié en 1998]), s. 148–159. Byzance / Églises du Caucase
186. “Les métamorphoses du Girk’ Eakac’”, Revue des Études arméniennes, 26 (1996-1997), s. 237–245. Girk’ Eakac’
187. “La postérité littéraire* des villes fortifiées de Théodose”, in: Jean-Pierre MAHE et Robert W. THOMSON (eds.), From Byzantium to Iran. Armenian studies in Honour of Nina Garsoïan, coll. «Columbia University program in Armenian studies, Suren D. Fesjian academic publications» 5 (Atlanta: Scholars Press, 1997), s. 361–378.Théodose, empereur / Byzance / Iran
188. “Le discours de Jean Damascène pour la Dédicace de l’Anastasis”, „Orientalia Christiana Periodica”, 63 (1997), s. 53–98. Jean Damascène / Dédicace de l’Anastasis, fête („CPG” 8095)
189. “La triple préface de Phocas”, in: Ysabelle DE ANDIA (éd.), Denys l’Aréopagite et sa postérité en Orient et en Occident. Actes du colloque international, Paris, 21–24 septembre 1994, coll. «Collection des Études Augustiniennes. Série Antiquité» 151 (Paris: Institut d’Études Augustiniennes, 1997), s. 167–186. Phocas, traducteur de Denys l’Aréopagite en syriaque / Denys l’Aréopagite
190. “The Aphthartodocetic Edict of Justinian and Its Armenian Background”, in: Elizabeth LIVINGSTONE (ed.), Studia Patristica. Vol. XXIII – Late Greek Fathers, Latin Fathers after Nicaea, Nachleben of the Fathers, Index Patrum and Index Auctorum of Vols. XIX-XXIII (Leuven: Peeters, 1997), s. 573–585.Justinien I / Église Arménienne
191. “La Vie arabe de Théodose le Cénobiarque”, in: Samir Khalil SAMIR (éd.), Actes du 4e Congrès International d’Etudes Arabes Chrétiennes (Cambridge, septembre 1992), in: Parole de l’Orient, 18 (1998), s. 45–73. Théodose le Cénobiarque
192. “Le monachisme syriaque”, in: Le monachisme syriaque aux premiers siècles de l’Eglise (IIe-début VIIe), I. Textes français, coll. «Patrimoine Syriaque. Actes du colloque» V (Antélias [Liban]: Centre d’Études et de Recherches Religieuses et Orientales (CERO), 1998), s. 71–80.Églises syriacophones
193. “La légende d’Apa Jeremias et Apa Johannes et les fragments Chester Beatty Copte 829”, Orientalia [Roma] 67 (1998), s. 1–63.Jeremias, apa / Johannes, apa
194. “L’opposition entre Pierre l’Ibère et Pierre le Foulon (482-491)”, Caucasica. The Journal of Caucasian Studies [Tbilissi] 1 (1998), s. 60–67. Pierre l’Ibère / Pierre le Foulon
195. “Les trois croix dans le Kartlis Mokcevay”, Caucasica. The Journal of Caucasian Studies [Tbilissi] 2 (1998), s. 70–76.Croix / Kartlis Mokcevay / Église Géorgienne
196. “Actes syriaques d’André attribués à Ephrem”, in: René LAVENANT (ed.), Symposium Syriacum VII. Uppsala University, Department of Asian and African Languages, 11-14 August 1996, coll. OCA 256 (Rome, 1998), s. 85–105.Ephrem le Syrien / André, apôtre
197. “Die Legenden in der Geschichtschreibung”, in: Brigitte SCHRADE et Thomas AHBE (Hgg.), Georgien im Spiegel seiner Kultur und Geschichte. Zweites Deutsch-Georgisches Sympo-sium, 9. bis 11. Mai 1997, Staatsbibliothek zu Berlin, Preussischer Kulturbesitz (Berlin: Berliner Georgische Gesellschaft e. V., 1998), s. 84–87.
198. “Les versions orientales de la Bible: une orientation biblio-graphique”, in: Jože KRAŠOVEC (ed.), Interpretation of the Bible = Interpretacija Svetega pisma = Interprétation de la Bible = Interpretation der Bibel: International symposium on the interpretation of the Bible on the occasion of the publication of the new Slovenian translation of the Bible, 17-20 September 1996. Ljubljana, Slovenia, coll. «Journal for the Study of the Old Testament. Supplement Series» 289 (Ljubliana: Slovenska akademija znanosti in umetnosti; Sheffield: Sheffield Academic Press, 1998), s. 399–509.Bible, versions orientales
199. “Ein Jahrtausend armenischer* antichalkedonischer Literatur”, Annuarium Historiae Conciliorum, 39 (1998), s. 146–187.Églises antichalcédoniennes
200. “La politique arménienne de Byzance de Justinien II à Léon III”, Studi sull’Oriente Cristiano, 2,2 (1998), s. 111–120. [Traduction arménienne: cf. no. 208.] Byzance / Arménie / Justinien II / Léon III, empereur
201. “La Vie de saint Jean le Pauvre ou le Calybite en version géorgienne”, Oriens Christianus, 82 (1998), s. 153–183. Jean le Calybite
202. “La place de Jérusalem dans la conversion de la Géorgie”, in: Tamila MGALOBLISHVILI (ed.), Ancient Christianity in the Caucasus, coll. «Iberica Caucasica» 1 (Richmond: Curzon Press 1998), s. 59–74.Jérusalem / Église Géorgienne
203. “Le martyre géorgien de Grégoire le Thaumaturge et sa date”, Le Muséon, 112 (1999), s. 129–185. Grégoire le Thaumaturge
204. “Le discours dogmatique de Grégoire Vkayaser”, Khristianskij Vostok, N.S. 1 (7) (1999), s. 38–57. Grégoire Vkayaser
205. “Un discours inédit de saint Germain de Constantinople sur la Croix et les icônes”, „Orientalia Christiana Periodica”, 65 (1999), s. 15–51. Germain de Constantinople / Croix / icônes
206. “Les saints fous de Dieu”, in: Le monachisme syriaque du VIIe à nos jours, coll. «Patrimoine Syriaque. Actes du colloque» VI (Antélias [Liban]: Centre d’Études et de Recherches Religieuses et Orientales (CERO), 1999), s. 131–138.Saints fous de Dieu
207. “A Ballad about Saint Andrew and the Cannibals, Attributed to Saint Ephraim”, Hugoye, 2,1 (1999). André, apôtre / Ephrem le Syrien / Cannibales
208. “Hélène à Edesse et la Croix”, in: Gerrit Jan REININK et A. C. KLUGKIST (eds.), After Bardaisan. Studies on Continuity and Change in Syriac Christianity in Honour of Prof. Han J. W. Drijvers, coll. «Orientalia Lovanensia Analecta» 89 (Leuven: Peeters, 1999), s. 107–115.Hélène, impératrice / Croix / Édesse
209. “Koptische Fragmente der Apa-Jeremias-Legende”, in: Stefen EMMEL, Martin KRAUSE, Siegfried G. RICHTER, Sofia SCHATEN (Hgg.), Ägypten und Nubien in spätantiker und christlicher Zeit, Akten des 6. Internationalen Koptologenkongresses, Münster, 20-26 Juli 1996, Band 2. Schrifttum, Sprache und Gedankenwelt, coll. «Sprachen und Kulturen des Christlichen Orients», Band 6/2 (Wiesbaden: Harrassowitz Verl., 1999), s. 114–116. Jeremias, apa
210. “Une collection de 35 apocryphes apostoliques”, in: Samir Khalil SAMIR (éd.), Actes du 5e Congrès International d’Etudes Arabes Chrétiennes (Lund, août 1996), tome 1, in: Parole de l’Orient, 24 (1999), s. 179–199.Apôtres
211. “Un Dialogue entre Basile et Grégoire conservé en géorgien”, Khristianskij Vostok, N.S. 2 (8) (2000), s. 56–101.Basile de Césarée, pseudo- / Grégoire de Nazianze, pseudo-
212. “Le grand dieu svane Phusnabuasdia et saint Boa d’Hiérapolis”, Oriens Christianus, 84 (2000), s. 101–116. Phusnabuasdia / Boa d’Hiérapolis
213. “Le couvent de Sainte-Croix de Jérusalem selon les sources géorgiennes”, Studi sull’Oriente Cristiano, 4,2 (2000), s. 139–170.Jérusalem / Église Géorgienne
214. “Zwei armenische Listen mit Konzilien bis zum Jahre 726”, Annuarium Historiae Conciliorum, 32 (2000), s. 264–302. Église Arménienne
215. “Alexandre à Amasée: un épisode peu remarqué”, Le Muséon, 114 (2001), s. 141–151.Amasée / Alexandre le Grand
216. “Actes d’André d’après la tradition attribuée à Ephrem”, Khristianskij Vostok, N.S. 3 (9) (2001), s. 106–151. André, apôtre / Ephrem le Syrien
217. “L’écorchement rituel aghouanais”, Khristianskij Vostok, N.S. 3 (9) (2001), s. 389–402. Aghouanie (Albanie de Caucase)
218. “L’encyclique de Komitas et la réponse de mar Maroutha (617)”, Oriens Christianus, 85 (2001), s. 162–175.Komitas / Maroutha, mar
219. “La pénitence de Loth auprès d’Abraham au site de l’église géorgienne de la Croix”, Studi sull’Oriente Cristiano, 5,1 (2001), s. 57–92. Loth (biblique) / Abraham (biblique) / Croix / Église Géorgienne
220. “Some earlier features in the Life of the Virgin”, Marianum. Ephemerides Mariologiae 63 (2001) 297-308. Vierge
221. “Die Stellung der Märtyrerin Rhipsime in der Geschichte der Bekehrung des Kaukasus”, in: Werner SEIBT (Hg.) Die Christianisierung des Kaukasus. The Christianization of the Caucasus (Armenia, Georgia, Albania). Referate des Internationalen Symposions (Wien, 9.-12. Dezember 1999), coll. «Veröffentlichungen der Kommission für Byzantinistik», Band IX. (Wien: Verlag der Österreichischen Akademie der Wissenschaften, 2002), s. 171–180. Rhipsimé / Églises du Caucase
222. “L’Année régulière de 364 jours dans la controverse au sujet de Chalcédoine”, in: Madeleine PETIT et Basile LOURIÉ (éds.), Mémorial Annie Jaubert (1912-1980), in: Khristianskij Vostok, 4 (10) (2002) [publié 2006], s. 465–469.Églises antichalcédoniennes
223. “Traité acéphale arménien sur les trois premiers Conciles et son attribution probable à Jean Mayravanetsi”, „Orientalia Christiana Periodica”, 68 (2002), s. 89–174. Jean Mayravanetsi / Église Arménienne
224. “Der armenische Ikonoklasmus”, Oriens Christianus, 87 (2003), s. 144–153. Icônes / Église Arménienne
225. “Bemerkungen zur syrischen Transitus-Literatur”, in: Martin TAMCKE (Hg.), Syriaca II. Beiträge zum 3. deutschen Syrologen-Symposium in Vierzehnheiligen 2002, coll. «Studien zur Orientalischen Kirchengeschichte», Band 33 (Münster–Hamburg–Berlin–Wien–London: LIT Verlag, 2004), s. 357–370.Dormition de la Vierge
226. “The Syriac Versions of the Panegyric of Gregory of Nyssa on Gregory the Wonderworker and the life of the same”, Journal of Eastern Christian Studies 56 (2004), s. 1–13. Grégoire le Thaumaturge / Grégoire de Nysse
227. “On the Historical Background of the Early Sources concerning the Churches in the Caucasian Mountains”, in: Carl G. FÜRST, Richard POTZ (Hgg.), Die Kaukasischen Kirchen, in: Jahrbuch der Gesellschaft für das Recht der Ostkirchen, Kanon XVIII (Egling an der Paar: Verl. Roman Kovar, 2004), s. 1–16. Églises du Caucase
228. “Origine et portée de l’attribut marial «Trapeza» dans la 3e homélie sur la Dormition de Jean Damascène”, in: Ysabel DE ANDIA und Peter Leander HOFRICHTER (Hgg.), Christus bei dem Vätern. PRO ORIENTE-Studientagung über „Christus bei den griechischen und lateinischen Kirchenvätern im ersten Jahrtausend” in Wien (7. – 9. Juni 2001), Forscher aus dem Osten und Westen an den Quellen des gemeinsamen Glaubens, coll. «Tyrolia-Reihe» Bd. XXVII, «Patristische Tagungen» Bd. 1 (Wien: Verl. Tyrolia, 2004), s. 129–138.Vierge, Jean Damascène
229. “L’implication eucharistique dans le milieu antichalcédonien”, in: István PERCZEL, Réka FORRAI and György GERÉBY (eds.), The Eucharist in Theology and Philosophy. Issues of Doctrinal History in East and West from the Patristic Age to the Reformation, coll. «Ancient and Medieval Philosophy» de Wulf-Mansion Centre. Series I, XXXV (Leuven: Leuven University Press, 2005), s. 67–79. Églises antichalcédoniennes
230. „The Virgin as the true Ark of Covenant”, dans M. VASSILAKI, Images of the Mother of God. Perceptions of the Theotokos in Byzantium, 2005 (ISBN 0-7546-3603-8) (traduction d’une conférence donnée au National Hellenic research foundation Athens dans le cadre d’un colloque sur la Mère de Dieu (12-14 January 2001). Vierge
231. “Parallelism Between Caucasian and Chinese Cross Representations”, dans Roman MALEK (Ed.), Jingjiao: The Church of the East in China and Central Asia (First International Conference “Research on Nestorianism in China”, Salzburg 20-26 May 2003), Nettetal, 2006, 425-431, ill. 431-443 (ISBN 3-8050-0534-2). Églises du Caucase / Église de Chine
232. “L’alternance politico-religieuse de Justinien II à Léon III”, in: Basile LOURIE, Alexei MOURAVIEV, Universum Hagiographicum. Mémorial R. P. Michel van Esbroeck, SJ (1934-2003), in: Scrinium 2 (2006), s. 3–6.Justinien II / Léon III, empereur

### Publikacje pośmiertne
1. “Die Quelle der Himmelfahrt Muhammeds”, w: Akten des XXVIII. Deutschen Orientalistentages. Bamberg, 26.–30. (März, 2001). Mouhammade
2. “Nino, Théognosta et Eusthate: un dossier hagiographique oriental des IV-Ve siècles”, à paraître dans Khristianskij Vostok, 6 (12) (?). Nino / Théognosta / Eusthate